# DKW Transportrad
Das DKW-Transportrad bzw. der DKW-Transportwagen war ein Lastenmotordreirad der Zschopauer Motorenwerke J. S. Rasmussen.

## Geschichte und Technik
Das Transportrad basiert auf der Technik des Lomos-Sesselrades und der DKW E 206. Es hatte einen Stahlprofilrahmen, zwei Räder vorn und das Antriebsrad hinten. Der Fahrer saß auf dem vom Lomos entlehnten Sessel und lenkte die Vorderachse mit einem Bügel, der wie ein kopfstehendes, breites „U“ geformt war. Abbildungen zufolge war es eine Drehschemellenkung. Vor dem Lenkbügel befand sich auf der Vorderachse eine offene Ladefläche oder ein geschlossener Kasten, die oder der sich entsprechend der Lenkbewegung mitdrehte. Laut Werbung waren Vorderachse und Hinterrad gefedert, vorn gab es halbelliptische Längsblattfedern, das Hinterrad saß in einem U-förmigen Träger (Gabel), der von zwei Längslenkern unten und zwei unter dem Sitz eingespannten Viertelelliptikfedern am Rahmen geführt wurde. Der Wagen hatte eine Hand- und eine Fußbremse, die getrennt auf das Hinterrad wirkten. Die Nutzlast war mit 5 Zentner einschließlich Fahrer angegeben.
Zur Anpassung an die Einsatzbedingungen in ebenem, hügeligem oder bergigem Gelände wurden für das Hinterrad unterschiedliche Zahnkränze mit 50, 60 oder 68 Zähnen geliefert. Zum Kraftstoffverbrauch hieß es, dass der 5-Liter-Tank für eine Strecke von ca. 150 Kilometer ausreiche.
Die Lastenradfertigung wurde nach 1926 zu Framo ausgelagert und bildete dort die Grundlage der späteren Fahrzeugproduktion.